# Zaplous annulatus
Zaplous annulatus là một loài bọ cánh cứng trong họ Cerambycidae.